# میزان زین‌العابدین
الواثق بالله سلطان میزان زین‌العابدین ابن المرحوم سلطان محمود المکتفی بالله شاه (جاوی:الواثق بالله سلطان میزان زین العابدین ابن المرحوم سلطان محمود المکتفی بالله شاه؛ زادهٔ ۲۲ ژانویهٔ ۱۹۶۲) سلطان ترنگانو است که از سال ۱۹۹۸ در حال حکمرانی می‌باشد. او از سال ۲۰۰۶ تا ۲۰۱۱ به عنوان سیزدهمین یانگ دی‌پرتوان آگونگ، پادشاه مشروطه مالزی بر مسند قدرت این کشور بود.

## دست‌یابی به مقام سلطان
در روز ۶ نوامبر ۱۹۷۹، میزان به مقام یانگ دی‌پرتوان مودا گمارده شد. از سال ۱۹۹۰ تا ۱۹۹۵، او مقام ریاست شورای اسلام و فرهنگ مالایی ترنگانو را در اختیار داشت.